# Designing a Nervous Breakdown
Designing a Nervous Breakdown är The Anniversarys debutalbum, utgivet i januari 2000.

## Låtlista
| Nr  | Titel                        | Längd |
| --- | ---------------------------- | ----- |
| 1.  | The Heart Is a Lonely Hunter | 3:07  |
| 2.  | All Things Ordinary          | 3:52  |
| 3.  | Perfectly                    | 3:35  |
| 4.  | D in Detroit                 | 4:16  |
| 5.  | Emma Discovery               | 3:14  |
| 6.  | Shu Shubat                   | 3:59  |
| 7.  | Till We Earned a Holiday     | 4:34  |
| 8.  | Without Panasos              | 4:47  |
| 9.  | Hart Crane                   | 2:48  |
| 10. | Outro in No Minor            | 5:47  |